# Coen Vermeltfoort
Coen Vermeltfoort (* 11. April 1988 in Heeswijk) ist ein niederländischer Radrennfahrer.

## Sportliche Karriere
Coen Vermeltfoort gewann 2006 die Gesamtwertung des Junioren-Rennens Münsterland-Tour, nachdem er dort zweimal Etappendritter wurde. 2008 entschied er das Rennen Paris–Roubaix in der Klasse U23 für sich. Bis 2015 gewann er sieben Etappen der renommierten niederländischen Olympia’s Tour, 2010 belegte er zudem Rang zwei in der Gesamtwertung. 2016 gewann er zwei Etappen der Flèche du Sud. 
Zur Saison 2018 wechselte Vermeltfoort zum UCI Professional Continental Team Roompot-Charles. In den zwei Jahren für das Team konnte er keine zählbaren Erfolge erzielen, so dass er zur Saison 2019 in die UCI Europe Tour zurückkehrte. 2019 fuhr er bei der dritten Etappe des Flèche du Sud als Erster über die Ziellinie, wurde aber disqualifiziert, weil er sich an ein Auto gehängt hatte.
Seit der Saison 2020 fährt Vermeltfoort für das neu als UCI Continental Team lizenzierte VolkerWessels Cyclingteam. Nach einem Erfolg 2021 konnte er in der Saison 2022 sieben Erfolge bei internationalen Rennen seinem Palmarès hinzufügen, 2023 drei weitere. Darüber hinaus ist er auch regelmäßig bei Rennen des nationalen Kalenders erfolgreich.

## Ehrungen
2008 wurde Vermeltfoort zum Nachwuchsradsportler des Jahres in den Niederlanden gewählt.

## Erfolge
2007
- eine Etappe Olympia’s Tour

2008
- Ronde van Drenthe
- zwei Etappen Tour de Bretagne
- zwei Etappen Olympia’s Tour
- Paris–Roubaix (U23)
- eine Etappe Grand Prix Tell
- eine Etappe Tour de l’Avenir

2010
- zwei Etappen Olympia’s Tour

2013
- Arno Wallaard Memorial
- 1 Meiprijs
- Prolog Olympia’s Tour
- Mannschaftszeitfahren Volta a Portugal

2014
- eine Etappe Circuit des Ardennes
- Prolog Olympia’s Tour
- drei Etappen Flèche du Sud

2016
- zwei Etappen und Punktewertung Flèche du Sud

2019
- Slag om Norg

2021
- Craft Ster van Zwolle

2022
- eine Etappe Tour de Normandie
- eine Etappe Tour du Loir-et-Cher
- PWZ Zuidenveld Tour
- Ronde van Overijssel
- eine Etappe Course de la Solidarité Olympique
- Grote Prijs Rik Van Looy
- 2 Districtenpijl
- Antwerpse Havenpijl

2023
- Omloop der Kempen
- Ster van Zwolle
- Ronde van Overijssel
- Nationale Sluitingsprijs
- eine Etappe Course de la Solidarité Olympique